# Glenn Hall
Glenn Henry Hall (Humboldt, 3 ottobre 1931) è un ex hockeista su ghiaccio canadese che giocava nel ruolo di portiere, noto per la sua lunga militanza con i Chicago Blackhawks, con cui ha vinto la Stanley Cup 1961. Ne ha vinta un'altra con i Detroit Red Wings. Inoltre, ha conquistato tre Vezina Trophy ed è considerato il primo portiere ad aver usato lo stile farfalla. Per le sue qualità, fu soprannominato Mr. Goalie. Nel 1975 è stato introdotto nella Hockey Hall of Fame.

## Carriera
Hall giocò a livello giovanile con le maglie degli Humboldt Indians e dei Windsor Spitfires, formazione dell'Ontario Hockey Association. Nel 1949 firmò il suo primo contratto professionistico con i Detroit Red Wings, tuttavia dovette attendere la stagione 1952-53 prima di esordire ufficialmente in NHL. L'anno prima riuscì a vincere come riserva durante i playoff la prima Stanley Cup della propria carriera.
Nelle prime stagioni giocò per alcune formazioni affiliate nelle leghe minori, gli Indianapolis Capitals in American Hockey League e gli Edmonton Flyers nella Western Hockey League. Hall divenne il titolare di Detroit nella stagione 1955-1956 sostituendo Terry Sawchuk. Hall disputò tutte le partite collezionando dodici shutout che gli valsero la conquista del Calder Memorial Trophy come rookie dell'anno.

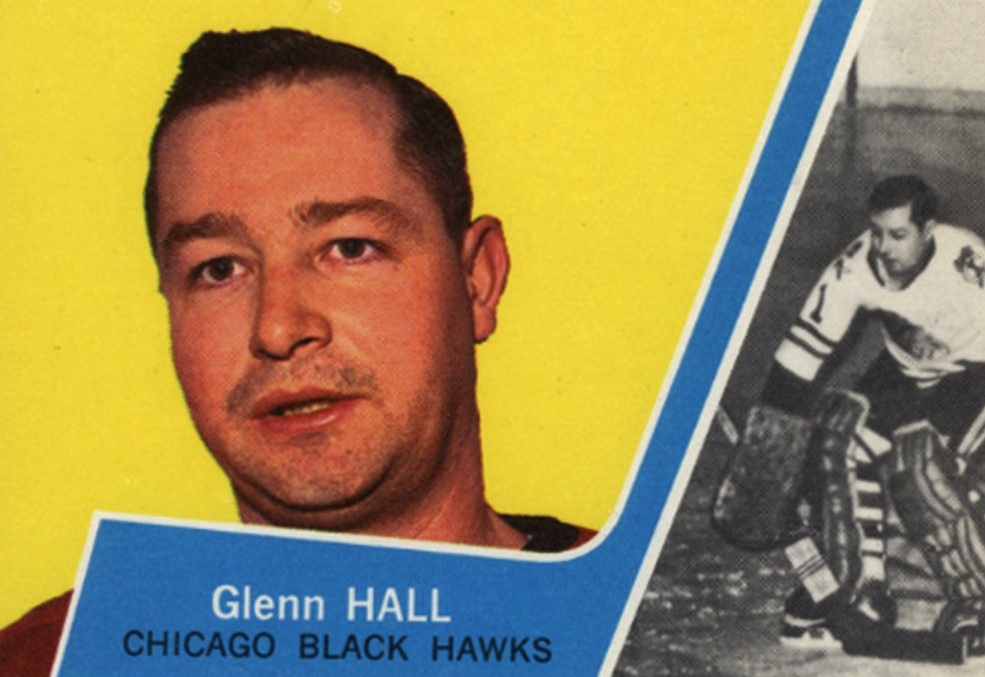
Figurina di Glenn Hall del 1963.

Al termine della seconda stagione trascorsa interamente a Detroit Hall fu ceduto insieme a Ted Lindsay ai Chicago Black Hawks. Hall continuò a collezionare ottime prestazioni anche a Chicago disputando tutte le gare di stagione regolare e dei playoff. Nel 1961 Hall guidò i Black Hawks fino al successo della loro prima Stanley Cup dal 1938 proprio contro Detroit. L'8 novembre 1962 la sua striscia di presenze consecutive si interruppe a causa di un problema alla schiena. Hall aveva stabilito un primato di 502 partite consecutive, record mai battuto da un portiere della NHL.
Nonostante il secondo Vezina Trophy vinto nel 1967 Hall non fu inserito nella lista dei giocatori protetti in vista dell'NHL Expansion Draft 1967, quando la NHL passò da sei a dodici franchigie. A 36 anni di età Hall si trasferì nei St. Louis Blues. Alla loro prima stagione i Blues avanzarono nei playoff fino a giungere alla finale di Stanley Cup, dove furono sconfitti facilmente dai Montreal Canadiens. Nonostante la sconfitta Hall fu premiato con il Conn Smythe Trophy per la qualità di gioco espressa durante tutti i playoffs. Nel 1968 Hall fu affiancato da un altro veterano come Jacques Plante; insieme al termine della stagione 1968-69 conquistarono il Vezina Trophy.
Hall si ritirò al termine della stagione 1970-71 a quaranta anni di età dopo aver collezionato numerosi trofei individuali fra cui tre Vezina Trophy, undici selezioni nell'NHL All-Star Team e tredici apparizioni all'NHL All-Star Game. Nel 1975 entrò a far parte dell'Hockey Hall of Fame.

## Palmarès

### Club
- Stanley Cup: 2

Detroit: 1951-1952
Chicago: 1960-1961

### Individuale
- Hockey Hall of Fame: 1

1975
- Calder Memorial Trophy: 1

1955-1956
- Conn Smythe Trophy: 1

1968
- Vezina Trophy: 3

1962-1963, 1966-1967, 1968-1969
- NHL First All-Star Team: 7

1956-1957, 1957-1958, 1959-1960, 1962-1963, 1963-1964, 1965-1966, 1968-1969
- NHL Second All-Star Team: 4

1955-1956, 1960-1961, 1961-1962, 1966-1967
- NHL All-Star Game: 13

1955, 1956, 1957, 1958, 1960, 1961, 1962, 1963, 1964, 1965, 1967, 1968, 1969
- OHL MVP Red Tilson Trophy: 1

1950-1951